# The Burglar and the Judge
The Burglar and the Judge è un cortometraggio muto del 1906 diretto da Lewin Fitzhamon.

## Trama
Un ladro irrompe nella casa di un giudice e gli fa una ramanzina.

## Produzione
Il film fu prodotto dalla Hepworth.

## Distribuzione
Distribuito dalla Hepworth, il film - un cortometraggio di 137 metri - uscì nelle sale cinematografiche britanniche nel settembre 1906.
Si conoscono pochi dati del film che, prodotto dalla Hepworth, fu distrutto nel 1924 dallo stesso produttore, Cecil M. Hepworth. Fallito, in gravissime difficoltà finanziarie, il produttore pensò in questo modo di poter almeno recuperare il nitrato d'argento della pellicola.